# Nellie Kusugak
Nellie Taptaqut Kusugak (1955, Rankin Inlet, Nunavut) es una docente bilingüe, y política canadiense fue Comisaria Diputada de Nunavut de 2010 a 2015 durante el cual fue nombrada quinta Comisaria de Nunavut. Y nombrada en la posición de diputada por el ministro de Asuntos indios y Desarrollo del norte, Echa Strahl, el 15 de febrero de 2010 y juró el 25 de febrero.
El 11 de abril de 2010, Kusugak devino Comisaria suplente de Nunavut, al expirar el plazo de Ann Meekitjuk Hanson.
Kusugak, recibió un B.Ed en 1996 a través del Programa Nunavut de Educación de Profesores proporcionado por la Nunavut Universidad Ártica (NAC) y la Universidad McGill, donde trabajó como profesora adjunta, y fue profesora por aproximadamente 20 años en ambos sitios de idioma lenguas inuit e inglés. Con anterioridad a su nombrameinto como comisaria diputada, fue educadora de adultos en NAC en la Ensenada Rankin.
Kusugak se casó con el ex Nunavut Tunngavik presidente, Jose Kusugak.